# Fredo chante Renaud
Albums avec Les Ogres de Barback
Terrain vague
(2004) Du simple au néant
(2007)
Fredo chante Renaud est le premier album solo, enregistré en public, de l'auteur-compositeur-interprète français, et chanteur du groupe Les Ogres de Barback, Fred Burguière, dit « Fredo ». L'album est une captation publique d'un concert enregistré à l'espace Michel-Berger de Sannois et sorti en mai 2005 sur le label Irfan.

## Contenu
Composé exclusivement de reprises du chanteur Renaud, le but de cet album est de lui rendre hommage, de la même manière que le fait Renaud pour Georges Brassens à travers l'album Renaud chante Brassens en 1996.
L'album a été capté en public à l'espace Michel-Berger (EMB) de Sannois lors d'un concert le 14 janvier 2005. Ce concert est le deuxième d'une tournée qui a commencé la veille au Le Divan du Monde et que le chanteur doit interrompre pour cause de maladie. Il reprend ces titres dix ans plus tard à l'occasion d'une nouvelle tournée.
Fredo sélectionne quatorze titres, sur la période 1975-1988, extraits des albums de Amoureux de Paname à Putain de camion — excepté C'est quand qu'on va où ? (À la Belle de Mai, 1994).
Fred Burgière est entouré de sa sœur Alice Burguière à la contrebasse et au violoncelle, d'Alex Leitao à l'accordéon et d'Olivier Daviaud au piano et au violoncelle. L'album est illustré par Aurélia Grandin.

## Liste des titres
Toutes les chansons sont écrites et composées par Renaud Séchan, sauf annotations.
| 1.    | Je suis une bande de jeunes (musique de François Bernheim) | Laisse béton (1977)                | 2:31 |
| 2.    | Société, tu m'auras pas !                                  | Amoureux de Paname (1975)          | 3:51 |
| 3.    | J'ai raté Télé-Foot                                        | Le Retour de Gérard Lambert (1981) | 3:04 |
| 4.    | Fredo parle Renaud                                         |                                    | 0:59 |
| 5.    | Fatigué (musique de Franck Langolff)                       | Mistral gagnant (1985)             | 3:50 |
| 6.    | Fredo parle Renaud                                         |                                    | 0:20 |
| 7.    | Buffalo débile                                             | Laisse béton (1977)                | 2:19 |
| 8.    | Salut Manouche                                             | Ma gonzesse (1979)                 | 3:56 |
| 9.    | Mon beauf'                                                 | Le Retour de Gérard Lambert (1981) | 4:44 |
| 10.   | Fredo parle Renaud                                         |                                    | 0:51 |
| 11.   | La chanson du loubard (paroles de Muriel Huster)           | Laisse béton (1977)                | 2:49 |
| 12.   | Banlieue rouge (musique de Julien Clerc)                   | Le Retour de Gérard Lambert (1981) | 4:21 |
| 13.   | C'est quand qu'on va où ?                                  | À la Belle de Mai (1994)           | 3:06 |
| 14.   | Fredo parle Renaud                                         |                                    | 1:17 |
| 15.   | Étudiant poil aux dents                                    | Le Retour de Gérard Lambert (1981) | 2:39 |
| 16.   | Deuxième génération                                        | Morgane de toi (1983)              | 3:22 |
| 17.   | Rouge-gorge                                                | Putain de camion (1988)            | 3:43 |
| 18.   | Où c'est qu'j'ai mis mon flingue ?                         | Marche à l'ombre (1980)            | 3:28 |
| 51:08 |                                                            |                                    |      |

## Membres du groupe
- Fred « Fredo » Burguière : accordéon, guitare, chant
- Alice Burguière : contrebasse, violoncelle
- Alex Leitao : accordéon
- Olivier Daviaud : piano, violoncelle